# أمل طه
أمل طه (19 سبتمبر 1956 - 19 مايو 2016)، ممثلة عراقية عرفت في الأدوار الكوميدية، من محافظة واسط قضاء الحي.

## حياتها
التحقت بكلية الفنون الجميلة، قسم الفنون المسرحية، سنة 1974، وتخرجت منها سنة 1978. اكتشفها لأول مره المخرج فلاح زكي عام 1977 في سهره تلفزيونيه بعنوان (سينما) أو مامتعارف عليها نارك قلبي ووقفت امام كاميرات التلفزيون أول مره مع الفنان محمد القيسي ومنذ ذلك العمل ذاع صيتها وأصبحت نجمة الشارع العراقي، في بداية الثمانينات شاركت في البرنامج العراقي «استراحة الظهيرة» الذي كان يبث على التلفزيون العراقي كل جمعة وتحديدا فقرة «يعجبني وما يعجبني»، وهي عبارة عن مشهد تمثيلي يحمل بين طياته مشكلة اجتماعية، وكانت تجسد هذه الفقرة بمشاركة الفنان محمد حسين عبد الرحيم، واللذان كسبا من وراء هذه الفقرة شهرة واسعة.

## أعمالها

### أفلام
- عمارة 13 1987، إخراج صاحب حداد، تأليف عبد الباري العبودي.
- الحدود الملتهبة، 1990 إخراج صاحب حداد[2]
- زمن الحب 1991، تأليف صباح عطوان، إخراج كارلو هارتيون، تمثيل بهجت الجبوري، خليل الرفاعي، محسن العلي، فاضل خليل، طعمة التميمي، عواطف السلمان.[3]

### مسلسلات
- اختارها مرة أخرى المخرج فلاح زكي في مسلسل شعبي بعنوان (بيتنا وبيوت الجيران) ولعبت دورا جميلا حفرت فيه قدرتها في اداء الشهخصيات البغداديه الشعبية الكوميديه 1979
- شاركت في مسلسل ماضي يا ماضي مع الفنان ماجد ياسين.
- ناس من طرفنا، تمثيل خليل الرفاعي.
- مقالب 1994

```
*زواج ولكن 1994
* 
عالم الست وهيبة
 1998، تمثيل 
بهجت الجبوري
، 
عبد الستار البصري
، 
سامي قفطان
، 
عبير فريد
، 
تمارا محمود
، 
زهير محمد رشيد
.
[
4
]
```

- أيام الإجازة 1985، إخراج عماد هادي، تمثيل محمد حسين عبد الرحيم، هناء محمد، خليل الرفاعي، محسن العلي، فاطمة الربيعي.
- برج العقرب 1998، تمثيل خليل الرفاعي، إيناس طالب، مكي عواد، لؤي أحمد.
- القضية 238 عام 2001
- حب وحرب ج1 عام 2003، تمثيل ميس كمر، بهجت الجبوري، إنعام الربيعي، كتبها وقام ببطولتها قاسم الملاك.[5]
- عشفنا وشفنا 2003
- حب وحرب ج2 عام 2004، تمثيل محمد حسين عبد الرحيم، إنعام الربيعي، بطولة قاسم الملاك.[6]
- باشاوات آخر زمن 2004، تمثيل سهى سالم، راسم الجميلي، إبتسام فريد، سامي قفطان جلال كامل.[7]
- شموع خضر الياس 2005
- شوف عالمكشوف 2005[8]
- 7 خوات 2008، إخراج صاحب بزون.[1]
- أحلى الكلام 2009
- صيام غزال 2010.

### تمثيليات
- السينماـ تمثيل محمد القيسي، عزيز كريم.إخراج فلاح زكي 1977

### مسرحيات
- بالنجمة البرتقالية 1977، على خشبة المسرح القومي.[1]
- الخيط والعصفور مطشر السوداني، قحطان زغير، خليل الرفاعي، إخراج حسين علي هارف، بمشاركة فرقة المربعات البغدادية. 1983
- صايرة ودايرة 1985
- فناتك 1989، عرضت في مصر والكويت[9]، تمثيل داود حسين، وحيد سيف، محمد حسين عبد الرحيم، سمير القلاف، علي جمعة.
- بيت وخمس بيبان، تمثيل سناء عبد الرحمن، بهجت الجبوري، جاسم شرف، سليمة خضير، سامي محمود.
- هاي وين 1997.

### برامج
- إستراحة الظهيرة 1983، إنتاج: تلفزيون العراق - القناة الأولى.
- الحجي بيناتنا، بالاشتراك مع إحسان دعدوش، إنتاج قناة البغدادية.[1]
- نص ستاو، من إنتاج قناة الشرقية.[1]

## تكريمات
- حصلت على وسام جامعة واسط 2011 العراق[10] العراق

## مرضها ووفاتها
تعرضت إلى جلطة دماغية عام 2009 أصيبت على أثرها بالشلل النصفي في الجهة اليسرى من جسدها تسببت بانقطاعها عن الوسط الفني بعدما اثر على حركتها حيث كانت تجلس على كرسي متحرك يساعدها على التنقل بين اروقة دار الرعاية.وذكرت قبل وفاتها أنها تحلم بالمشي على قدميهاولو بضعة أمتار، لكن الأمر كان صعبا في ظل إمكانية العلاج البدائي في دار الرشاد للمسنين التي كانت تقيم فيه بمنطقة الكاظمية، مناشدة الحكومة بمعالجتها خارج البلاد، لكن لم يستجب لندائها أحد. توفيت في مساء يوم الخميس الموافق 19 أيار مايو 2016 بمستشفى الكوت العاصمة المحلية لمحافظة واسط. عن عمر يناهز الـستين عامًا بعد صراع طويل مع المرض إذ تدهورت في الشهور الأخيرة حالتها الصحية بشكل ملحوظ.

## وصلات خارجية
- أمل طه على موقع قاعدة بيانات الأفلام العربية
- الخيط والعصفور على يوتيوب